# Storž
Storž ali češarek (strobilus) je večinoma olesenelo socvetje oz. soplodje iglavcev. Sestavljajo ga tesno zbiti sporofili, razmeščeni okrog osi. Najbolj poznana oblika storža je žensko leseno storžasto socvetje ali semenski storž. Moški storži oz. pelodni storži, ki proizvajajo pelod, so običajno zelnati in veliko manj opazni tudi pri polni zrelosti. Posamezne ploščice na storžu se imenujejo luske.
Pri nekaterih golosemenkah so pelodni in semenski storži na ločenih rastlinah, pri večini iglavcev pa so na isti rastlini. 
- Moški storži iglavcev oz. pelodni storži (microstrobilus) so si med različnimi vrstami zelo podobni in se razlikujejo le v malenkostih (večinoma v razporeditvi lusk). Razvijejo se vsako rastno sezono.[1]
- Ženski storž iglavcev (makrostrobilus) oz. semenski storž se razvije iz ženskega storžastega socvetja. Semenski storži zorijo več rastnih sezon.[1] Imajo semenske luske s semenskimi zasnovami, ki se ob oploditvi razvijejo v seme. Oblika ženskega storža je med različnimi vrstami bolj očitna in je pogosto pomembna pri določanju posameznih vrst iglavcev.

Ko pade pelodno zrno na semensko zasnovo, skali v pelodno cev, v katri sta dve spermalni celici. Ena spermalna celica se združi z jajčno celico in nastane oplojena jajčna celica, iz katere se razvije kalček.  Pri iglavcih lahko traja eno leto, da iz pelodnega zrna izraste pelodna cev - zato lahko med oprašitvijo in oploditvijo preteče precej časa.

## Galerija
- Ženski storž bora (Pinus)
- Moški storž bora (Pinus)
- Ženski storž libanonske cedre (Cedrus libani)
- Moški storž libanonske cedre (Cedrus libani)
- Pinus coulteri